# Ilda Figueiredo
Ilda Figueiredo, née le 30 octobre 1948, est une ancienne députée européenne portugaise (1999-2014). Elle siège au groupe de la Gauche unitaire européenne/Gauche verte nordique dont elle est vice-présidente. Elle est membre de la commission de l'emploi et des affaires sociales.